# Грейвз, Антонио
Антонио Грейвз Дэвис (англ. Antonio Graves Davis; род. 17 апреля 1985, Мансфилд, штат Огайо, США) — американский профессиональный баскетболист, играющий на позиции атакующего защитника.

## Карьера
С 2003 по 2007 годы Грейвз выступал за команду университета Питтсбурга в NCAA, в последнем сезоне набирая в среднем 9,2 очка и 2,4 передачи.
Европейскую карьеру Грейвсз начал в сезоне 2007/2008 в составе «Элан Беарне», став вторым снайпером лиги с 20,4 очка за игру.
В 2008 году Грейвз подписал контракт с «Галатасараем». После этого Антонио на сезон уехал в хорватскую «Цибону», чтобы затем вернуться в Турцию: в услугах защитника нуждался «Банвит».
В 2011 году Грейвз перешёл в «Кантон Чардж». После США Антонио на год задержался в Италии.
С 2013 года играл в чемпионате Германии за «Артланд Дрэгонс», «Крайльсхайм Мерлинс» и «Скайлайнерс».
В январе 2017 года Грейвз стал игроком «Цмоки-Минск», подписав контракт до конца сезона 2016/2017. В июле 2017 года перешёл в турецкий «Орманспор».

## Достижения
- Чемпион Белоруссии: 2016/2017